# 克什米尔胡卢巴
克什米尔胡卢巴（学名：Trigonella cachemiriana）为豆科胡卢巴属下的一个种。

## 扩展阅读
- 維基物種上的相關：克什米尔胡卢巴